# Sierra Boggess
Sierra Boggess (Denver, 20 maggio 1982) è un'attrice, cantante e soprano statunitense.

## Biografia
Sierra è figlia di Michael e Kellun Turner e ha due sorelle: Summer e Allegra. Tutte e tre hanno sviluppato il raro dono dell'orecchio assoluto.Le tre sorelle sono cresciute a Denver dove hanno frequentato il Colorado Children's Chorale. Sierra ha poi studiato presso la George Washington High School di Denver e ha proseguito gli studi conseguendo il Bachelor of Fine Arts di teatro musicale presso la Millikin University.

## Carriera
Iniziò la sua carriera come sostituta nel ruolo di Cosette nella tournée statunitense del musical Les Misérables. Ha interpretato per prima i ruoli di Binky e Ram Dass nel musical Princessess. Ha inoltre interpretato Maria nel musical West Side Story, Mabel ne The Pirates of Penzance, Charity inSweet Charity e Polly in The Boy Friend.
Il successo arriva grazie all'interpretazione di Christine Daaé nello spettacolo di Andrew Lloyd Webber Phantom-The Las Vegas Spectacular allestito a Las Vegas nel giugno del 2006.
Nel 2007 porta all'esordio l'adattamento in musical de La sirenetta, tratto dall'omonimo lungometraggio del 1989, interpretando il ruolo di Ariel e riscuotendo un grande successo di critica. Da quel momento inizia la sua collaborazione regolare con l'insegnante di canto Mary Setrakian. Sierra Boggess ha interpretato Ariel per l'ultima volta li 31 maggio 2009, dopodiché è stata sostituita da Chelsea Morgan Stock.
Sierra ha anche partecipato al programma Encores!, nel musical Music in the Air, tenutosi dal 5 a l'8 di febbraio nel 2009 al teatro New York City Center di New York.
Sierra Boggess nel 2010 torna in scena nel ruolo di Christine Daaé nell'esordio assoluto del musical Love Never Dies, seguito di The Phantom of the Opera, all'Adelphi Theatre di Londra. Il ruolo del fantasma è impersonato da Ramin Karimloo.
Nello stesso anno (2 agosto 2010) prende parte al The Rodgers and Hammerstein Prom presso il Royal Albert Hall; ricopre anche ricoperto il ruolo di Sharon accanto a Tyne Daly nel revival del dramma Master Class a Broadway.
Torna nei panni di Christine in occasione del venticinquesimo anniversario di The Phantom of the Opera a Londra, in tre speciali rappresentazioni svoltesi alla Royal Albert Hall il 1 e 2 ottobre 2011, dividendo il palco ancora una volta con Ramin Karimloo. Sierra Boggess - a detta dello stesso Lloyd Webber - è la miglior Christine Daaé mai vista.
Tra il giugno 2012 e il gennaio 2013 Sierra interpreta Fantine nel musical Les Misérables a Londra. Tra il gennaio e il febbraio 2013 interpreta nuovamente Christine in occasione del venticinquesimo anniversario del Phantom of the Opera a Broadway - New York. In questa occasione, il ruolo del fantasma è affidato a Hugh Panaro.
Nel gennaio 2014 Sierra interpreta il ruolo di una ragazza lesbica nel cortometraggio Russian Broadway Shut Down . Nel periodo marzo - settembre 2014, Sierra è tornata nel ruolo di Christine Daaé nel Phantom of the Opera di Broadway, a fianco di Norm Lewis nel ruolo del fantasma (primo attore di colore nella storia a interpretare il ruolo nel cast di Broadway).
Nel 2015 inizia l'attività parallela di cantante solista e organizzatrice di masterclass spesso a fini di beneficenza. Nel 2015 torna a Broadway e interpreta per prima il ruolo di Rebecca Steinberg in It Shoulda Been You al Brooks Atkinson Theatre da aprile ad agosto. Nello stesso anno, Sierra interpreta il ruolo della direttrice Rosalie Mullins nella versione musical di School of Rock scritta da Andrew Lloyd Webber.
Una sua partecipazione nel ruolo di Christine Daaé nella versione francese del Fantasma dell'opera è saltata nel 2016 a causa di un incendio al teatro Mogador, dove lo spettacolo era programmato.
Nel 2017 è impegnata in un tour di concerti in Australia insieme alla sorella violoncellista Summer Boggess, con tappe a Sydney, Melbourne e Brisbane. Nel 2018, la Boggess partecipa a The Age of Innocence nel ruolo della Contessa Ellen Olenska fino a ottobre 2018 e alla seconda e terza tournee di Ever After nel ruolo di Danielle de Barbarac tra fine 2018 e 2019.
Nel 2019, Sierra fa il suo esordio come Cinderella nello spettacolo di Stephen Sondheim Into the Woods, nello stesso spettacolo appaiono Sutton Foster (moglie del fornaio), Skylar Astin (fornaio), Patina Miller (strega), Gaten Matarazzo (Jack), Shanice Williams (Cappuccetto Rosso), Cheyenne Jackson (principe di Cinderella/Lupo di Cappuccetto Rosso) e Whoopi Goldberg (il gigante).
Parallelamente all'attività di attrice di musical, ha tenuto concerti in varie parti del mondo come solista (l'album di esordio e finora unico si intitola Awakening: Live at 54 below) e in compagnia di attori e cantanti con cui ha condiviso il palco nei musical e svariate masterclass. Inoltre è una Vlogger, attività iniziata ai tempi di Phantom of the Opera (serie Daae Days in cui mostra il backstage dello spettacolo e intervista altre attrici di Broadway che hanno impersonato il ruolo di Christine nel passato) e poi proseguita con Going Bridal in occasione di It Shoulda Been You . Una terza serie di vlog - intitolata Tea and Spinklers - è stata creata con la sua voice coach Mary Setrakian nel 2014.

## Crediti

### Teatro
- 2005–06: Les Misérables
- 2006–07: The Phantom of the Opera
- 2007–09: The Little Mermaid
- 2010–11: Love Never Dies
- 2011: Master Class
- 2012–13: Les Misérables
- 2013–14: The Phantom of the Opera
- 2015–16: School of Rock
- 2016: The Secret Garden
- 2018: The Age of Innocence
- 2022: A Little Night Music

### Cinema
- The Phantom of the Opera at the Royal Albert Hall, regia di Nick Morris (2011)

## Premi e riconoscimenti
Drama Desk Awards
- 2008: Miglior attrice protagonista in un musical: The Little Mermaid (nominata)

Drama League Awards
- 2008: Distinguished Performance Award: The Little Mermaid (nominata)

Broadway.com Audience Awards
- 2008: Miglior attrice protagonista in un musical di Broadway: The Little Mermaid (nominata)
- 2008: Miglior interpretazione femminile: The Little Mermaid (vincitrice)
- 2013: Migliore sostituta in un musical di Broadway: The Phantom of the Opera (vincitrice)

Whatsonstage.com Theatregoers Choice Awards
- 2011: Miglior attrice in un musical: Love Never Dies (nominata)

Laurence Olivier Awards
- 2011: Miglior attrice in un musical: Love Never Dies (nominata)